# Dudley Nichols
Pour les articles homonymes, voir Nichols.
Dudley Nichols, né le 6 avril 1895 à Wapakoneta (Ohio) et mort le 4 janvier 1960 à Hollywood, est un scénariste et réalisateur américain. Comme scénariste, il travailla avec les plus grands réalisateurs américains des années 1930 en 1940 : John Ford, Fritz Lang ou Howard Hawks.

## Carrière
Après des débuts comme journaliste, Dudley Nichols commence sa carrière à Hollywood avec les débuts du parlant.
Il écrit son premier scénario, Hommes sans femmes (Men Without Women), en 1929 pour John Ford. Celui-ci apprécie beaucoup son travail et fait de Nichols son scénariste attitré jusqu'en 1947. Ford dit de lui en 1964 : « Nous étions très amis. Il adorait le cinéma. Il n'écrivait jamais de phrases ronflantes. Il écrivait un langage du quotidien, et réduisait les dialogues au minimum. C'était un homme merveilleux ». Il écrit pour Ford les scénarios de Born Reckless (1930), Seas Beneath (1931), Deux femmes (Pilgrimage) (1933), La Patrouille perdue (1934), Judge Priest (1934), Le Mouchard (1935), Steamboat Round the Bend (1935), Marie Stuart (1936), Révolte à Dublin (1936), The Hurricane (1937), La Chevauchée fantastique (1939), Les Hommes de la mer (1940) et Dieu est mort (The fugitive) en 1947, soit 14 films. Grâce à son travail avec Ford, il devient l'un des scénaristes les plus convoités d'Hollywood.
Il écrit pour Howard Hawks les scénarios de L'Impossible Monsieur Bébé (1938), d'Air Force en 1943 et de La Captive aux yeux clairs en 1952, pour Fritz Lang les scénarios de Chasse à l'homme (1941) et la Rue rouge (1945), pour Cecil B. DeMille le scénario des Croisades (1935), pour Charles Vidor celui de The Arizonian (1935), pour Leo McCarey, Les Cloches de Sainte-Marie en 1945, pour Henry Hathaway, L'Attaque de la malle-poste en 1951 et Prince Vaillant en 1954, pour Michael Curtiz, Le Bourreau du Nevada (The Hangman) en 1959, pour Anthony Mann, Du sang dans le désert en 1957 et pour George Cukor, La Diablesse en collant rose en 1960 qui est son dernier scénario.
Amoureux de littérature française et de cinéma européen, Nichols accueillit à Hollywood les réalisateurs français qui fuyaient l'avancée nazie en Europe. Il fut l'ami et le collaborateur de Jean Renoir et René Clair. Pour Renoir, il fit les scénarios de L'Étang tragique (1941) et de Vivre libre (This land is mine) en 1943, à noter également que le scénario de (Scarlet Street) , La rue rouge, réalisé par Fritz Lang, est le remake de La Chienne (1931), pour René Clair C'est arrivé demain en 1944 et Dix Petits Indiens en 1945.
Dudley Nichols, au sommet de sa gloire réalisa trois films : Governement Girl (1943), Sister Kenny (1946) et Le deuil sied à Électre en 1947.
Il fut président de la Screen Writers Guild (en) de 1935 à 1936.
Il meurt au début de 1960 d'un cancer.

## Commentaires
Bien qu'ayant scénarisé et dialogué quelques-uns des chefs-d'œuvre des années 1930 et 1940, Le Mouchard, La Chevauchée fantastique, L'Impossible Monsieur Bébé, Chasse à l'homme, Les Cloches de Sainte-Marie) et prêté son talent à des univers aussi divers que le western, le film expressionniste, le film policier, le film d'aventure et la comédie, certains critiques comme Bertrand Tavernier voient en lui un scénariste « prétentieux et lourd » avec « un côté scolaire fortement démodé, une dramatisation sans grâce où les personnages et les idées s'opposent comme dans un prétoire ». Il suffit de revoir L'Impossible Monsieur Bébé pour se rendre compte combien cette critique peut paraître injuste. De plus, avec La Chevauchée fantastique, Nichols et Ford permirent au western d'être reconnu par la critique et les professionnels du cinéma comme un genre noble de cinéma et de le sortir des séries B auquel il était cantonné.
En 1936, il reçoit l'Oscar du meilleur scénario adapté pour Le Mouchard, qu'il refuse en raison des conflits entre l'AMPAS et les syndicats de scénaristes américains. Il est le premier à refuser un oscar,.

## Filmographie

### Comme scénariste
| - 1930 : Hommes sans femmes (Men Without Women) - 1930 : Born Reckless - 1930 : On the Level - 1930 : Le Prix d'un baiser (One Mad Kiss) de James Tinling - 1930 : A Devil with Women - 1931 : Seas Beneath - 1931 : Three Rogues - 1931 : The Black Camel - 1931 : Hush Money (en) - 1931 : Skyline - 1932 : This Sporting Age - 1932 : Robbers' Roost - 1933 : El Precio de un beso - 1933 : The Man Who Dared de Hamilton MacFadden - 1933 : Deux femmes (Pilgrimage) - 1934 : La Patrouille perdue (The Lost Patrol) - 1934 : Hold That Girl - 1934 : You Can't Buy Everything de Charles Reisner - 1934 : Quelle veine ! (Call It Luck) de James Tinling - 1934 : Judge Priest de John Ford - 1934 : Marie Galante - 1935 : Life Begins at Forty (en) - 1935 : Le Mouchard (The Informer) - 1935 : The Arizonian de Charles Vidor - 1935 : Les Croisades (The Crusades) - 1935 : Steamboat Round the Bend - 1935 : Les Trois Mousquetaires (The Three Musketeers) - 1936 : Marie Stuart (Mary of Scotland) - 1936 : Révolte à Dublin (The Plough and the Stars) | - 1937 : L'Or et la femme (The Toast of New York) - 1937 : The Hurricane - 1938 : L'Impossible Monsieur Bébé (Bringing Up Baby) - 1938 : Next Time I Marry (en) de Garson Kanin - 1939 : La Chevauchée fantastique (Stagecoach) - 1940 : Les Hommes de la mer (The Long Voyage Home) - 1941 : Chasse à l'homme (Man Hunt) - 1941 : L'Étang tragique (Swamp Water) - 1942 : La Bataille de Midway (The Battle of Midway) - 1943 : Vivre libre (This Land Is Mine) - 1943 : Pour qui sonne le glas (For Whom the Bell Tolls) - 1944 : L'Exubérante Smoky (Government Girl) - 1945 : Dix Petits Indiens (And Then There Were None) - 1945 : Les Cloches de Sainte-Marie (The Bells of St. Mary's) - 1945 : La Rue rouge (Scarlet Street) - 1946 : Sister Kenny - 1947 : Dieu est mort (The Fugitive) - 1947 : Le deuil sied à Électre (Mourning becomes Electra) - 1949 : L'Héritage de la chair (Pinky) - 1951 : L'Attaque de la malle-poste (Rawhide) - 1952 : Return of the Texan - 1952 : La Captive aux yeux clairs (The Big Sky) - 1954 : Prince Vaillant (Prince Valiant) - 1956 : La Course au soleil (Run for the Sun) - 1957 : Du sang dans le désert (The Tin Star) - 1959 : Le Bourreau du Nevada (The Hangman) - 1960 : La Diablesse en collant rose (Heller in Pink Tights) |

### comme producteur
- 1943 : Vivre libre (This Land Is Mine)
- 1944 : L'Exubérante Smoky (Government Girl)
- 1946 : Sister Kenny
- 1947 : Le deuil sied à Électre (Mourning becomes Electra)

### comme réalisateur
- 1944 : L'Exubérante Smoky (Government Girl)
- 1946 : Sister Kenny
- 1947 : Le deuil sied à Électre (Mourning becomes Electra)